# Remind Me Tomorrow
Remind Me Tomorrow is een album van de Amerikaanse singer-songwriter Sharon Van Etten die vernieuwende muziek speelt, met veel experimentele geluiden. 

## Geschiedenis
Dit is het zesde officiële album van Sharon Van Etten en de opvolger van Are we there uit 2014. Haar vorige albums waren donkerder van stemming en geluid, dit nieuwe album is lichter en veelzijdiger. Dat komt ook door ontwikkelingen in haar privéleven, zoals de geboorte van haar zoontje, aan wie ze het afsluitende nummer Stay heeft opgedragen.
De muziek op dit album is een mengeling van folk, indie en elektronica. Er zijn zowel traditionelere instrumenten (zoals gitaar en piano) als moderne instrumenten (zoals drone en drumcomputer) te beluisteren. 

## Tracklist
| Nr. | Titel                                     | Duur |
| --- | ----------------------------------------- | ---- |
| 1.  | I Told You Everything (Sharon Van Etten)  | 4:45 |
| 2.  | No One's Easy to Love (Sharon Van Etten)  | 4:34 |
| 3.  | Memorial Day (Sharon Van Etten)           | 4:27 |
| 4.  | Comeback Kid (Sam Cohen/Sharon van Etten) | 3:02 |
| 5.  | Jupiter 4 (Sharon Van Etten)              | 5:14 |
| 6.  | Seventeen (Kate Davis/Sharon Van Etten)   | 4:25 |
| 7.  | Malibu (Sharon Van Etten)                 | 3:23 |
| 8.  | You Shadow (Sharon Van Etten)             | 3:14 |
| 9.  | Hands (Sharon Van Etten)                  | 4:08 |
| 10. | Stay (Sharon Van Etten)                   | 4:00 |

## Muzikanten
- Sharon Van Etten – zang, piano, orgel
- Heather Woods Broderick – achtergrondzang, elektrische piano, synthesizer
- Zacharay Daves – basgitaar, synthesizer
- McKenzie Smith – drumstel, percussie
- Luke Reynolds – lap steelgitaar, gitaar, synthesizer, celesta
- John Congleton – synthesizer (drone), orgel, tape (loops), drummachine (808), theremin, percussie, sequencer, synthesizer (Moog)
- Jamie Stewart – synthesizer (stem), bells, percussie, gitaar, bas, synthesizer
- Lars Horntveth – gitaar, synthesizer, houtblaasinstrumenten
- Brian Reitzel – drums, drone, orgel, percussie, bekken
- Joey Waronker – drums
- Stella Mozgawa – drums

## Productie
Dit album is uitgebracht op 18 januari 2019 op het independent label Jagjaguwar. Het album is opgenomen in Sargent Recorders en Elmwood West Studios (beide gevestigd in Los Angeles, Californië). Elmood West is eigendom van producer, technicus en componist John Congleton, die dit album ook heeft geproduceerd en gemixt. Hij heeft eerder o.a. gewerkt met  Blondie, The War on Drugs, The Decemberists, Franz Ferdinand en Sigur Rós.

## Waardering
De Amerikaanse website AllMusic heeft dit album gewaardeerd met vier en een halve ster (het maximum is vijf sterren).
In de Verenigde Staten verschijnen wekelijks diverse hitlijsten. Deze plaat heeft in een aantal van die lijsten gestaan.
| Hitlijst            | Piek |
| ------------------- | ---- |
| Tastemakers         | 1    |
| Independent Albums  | 3    |
| Alternative Albums  | 11   |
| Top Album Sales     | 14   |
| Top Rock Albums     | 15   |
| Digital Albums      | 20   |
| Billboard Album 200 | 94   |

Dit album heeft in diverse landen de albumhitlijst gehaald.
| Land                | Piek |
| ------------------- | ---- |
| Verenigd Koninkrijk | 30   |
| Zwitserland         | 39   |
| België (Vlaanderen) | 49   |
| Nederland           | 88   |
| België (Wallonië)   | 131  |